# Briedel
Briedel är en kommun och ort i Landkreis Cochem-Zell i förbundslandet Rheinland-Pfalz i Tyskland.
Kommunen ingår i kommunalförbundet Verbandsgemeinde Zell (Mosel) tillsammans med ytterligare 23 kommuner.